# Doroteo Fernández
Doroteo Fernández Fernández (Huelde, León, 13 de marzo de 1913 – Santander, Cantabria, 10 de julio de 1989) fue un sacerdote católico español que ocupó las dignidades de obispo de Castabala (1956-1971), obispo auxiliar de Santander (1956-1962) y obispo de Badajoz (1962-1979).

## Sacerdocio
Doroteo Fernández nació en Huelde, pueblo de la montaña leonesa desaparecido bajo las aguas del pantano de Riaño. Tras sus estudios de Preceptoría de Riaño y en el Seminario de León, se doctoró en Teología en la Universidad Gregoriana de Roma y se licenció en Sagrada Escritura en el Pontificio Instituto Bíblico de la misma ciudad. 
En Roma fue ordenado sacerdote el 13 de marzo de 1937. Al acabar la guerra civil regresó a León para hacerse cargo de la cátedra de la Sagrada Escritura en el seminario leonés. 

## Obispo
El 6 de marzo de 1956 fue nombrado obispo titular de Castabala y obispo auxiliar de Santander. Fue ordenado obispo el 3 de junio de 1956 en la catedral de León por Ildebrando Antoniutti, arzobispo de Synnada in Phygia (Sinnada de Frigia), Nuncio apostólico en España, asistido por José Mª Eguino Trecu, obispo de Santander y Luis Almarcha Hernández, obispo de León.
En la diócesis de Santander fue obispo auxiliar de José Eguino y Trecu desde 1956 hasta 1961 y dirigió la diócesis como administrador apostólico desde la muerte de Eguino hasta la entrada de monseñor Beitia, desde mayo de 1961 a enero de 1962.
Doroteo Fernández, como administrador apostólico de la diócesis de Santander, basándose en una comisión técnica que nombró para el examen de las apariciones de Garabandal, publicó dos notas, en agosto y noviembre de 1961, en las que se manifestaba que no constaba la sobrenaturalidad de dichas apariciones.
De la diócesis de Santander pasó como obispo coadjutor con derecho a sucesión a la diócesis de Badajoz el 6 de febrero de 1962, ayudando a monseñor Alcaraz Alenda, que entonces tenía noventa años. Más tarde, el 23 de marzo de 1966, pasó a ser administrador apostólico «sede plena» de la misma diócesis y finalmente obispo titular de Badajoz el 22 de julio de 1971. 
Participó en las sesiones I (Juan XXIII-1962), II (Pablo VI-1963), III (Pablo VI-1964) y IV (Pablo VI-1965) del Concilio Vaticano II.
Fue el oficiante de la Coronación canónica de la Santísima Virgen de la Granada, Patrona de Llerena, el 15 de agosto de 1966.
El 13 de enero de 1979 el papa Juan Pablo II aceptó su renuncia a la sede pacense por motivos de salud, pasando a ser obispo emérito de Badajoz. Doroteo Fernández escribió sobre este hecho: «Ha sido éste un acto de exquisita caridad para con vosotros, que merecéis un obispo con plenitud de facultades y para conmigo».
Falleció el 11 de julio de 1989 en Santander. Está sepultado en la catedral pacense.
| Predecesor: Juan José Marcos Zapata     | Obispo titular de Castabala 1956 - 1971 | Sucesor: Patrick Ebosele Ekpu   |
| Predecesor: José María Alcaraz y Alenda | Obispo de Badajoz 1971 - 1979           | Sucesor: Antonio Montero Moreno |